# Petrova proti Latviji
Petrova proti Latviji je primer, v katerem je sodišče soglasno potrdilo, da sistem pridobitve soglasja za  transplantacijo organov umrlega v Latvijskem zakonu ni dovolj jasno formuliran, zaradi česar je v tem primeru prišlo do kršenja 8. člena (Pravica do spoštovanja zasebnega in družinskega življenja) Evropske konvencije o varstvu človekovih pravic in temeljnih svoboščin.
Ga. Svetlana Petrova je mati ponesrečenega  Olegsa Petrova, ki je maja 2002 v prometni nesreči utrpel hude telesne poškodbe, zaradi katerih je nekaj dni po nesreči  v javni bolnišnici v Rigi umrl. Njegova mati je skoraj leto dni za tem med branjem obdukcijskega poročila, ki je bilo zahtevano zaradi kriminalistične preiskave proti osebi, ki je povzročila prometno nesrečo, odkrila, da so bile ledvice in vranica odstranjeni za potrebe transplantacije takoj po sinovi smrti, brez njene vednosti ali soglasja.
Petrova je vložila postopek zoper odstranitve organov brez njene vednosti in njenega soglasja. Njeno pritožbo je državni tožilec zavrnil z obrazložitvijo, da so bili organi odstranjeni v skladu z nacionalno zakonodajo. S Petrovo pa ni bilo vzpostavljenega stika, saj bolnišnica ni imela kontaktnih podatkov sorodnikov, v Latvijskem zakonu pa je tudi zapisano, da so zdravniki dolžni poiskati in obvestiti bližnje sorodnike glede odstranitve organov le, če je umrla oseba mladoletna.
Pritožbo (4605/05) je Svetlana Petrova vložila na Evropsko sodišče za človekove pravice, dne 18. januarja 2005, zoper Republike Latvije na podlagi 34. člena (Posamezne zahteve za obravnavo) Konvencije o varstvu človekovih pravic in temeljnih svoboščin.
Evropsko sodišče je nato 24. 6. 2014, v senatu 7 sodnikov soglasno odločilo, da Latvijski zakon, ki je bil upoštevan v času smrti sina ge. Petrove ni dovolj natančno formuliran, tako da transplantacija organov umrlega ni bila v skladu z zakonom. Odločili so, da gre za kršitev 8. člena (Pravica do spoštovanja zasebnega in družinskega življenja) Evropske konvencije o varstvu človekovih pravic in temeljnih svoboščin. Zaradi tega spoznanja tudi velja, da ni potrebno raziskati ali je bil prav tako kršen 3. člen (Prepoved mučenja) Evropske konvencije o varstvu človekovih pravic in temeljnih svoboščin.
Sodišče je spoznalo, da mora Latvija na podlagi 41. člena (Pravično zadoščenje) Evropske konvencije o varstvu človekovih pravic in temeljnih svoboščin plačati ga. Petrovi 10.000 € povračila za nematerialno (nedenarno) škodo in 500 € za sodne stroške.